# Zinapécuaro
Zinapécuaro è una municipalità dello stato di Michoacán, nel Messico centrale, il cui capoluogo è la città di Zinapécuaro de Figueroa.
La municipalità conta 46.666 abitanti (2010) e ha un'estensione di 597,41 km².
Il significato del nome della località in lingua chichimeca è luogo di cura o anche santuario sacro.